# Тоти, Энрико
Энрико Тоти (1882—1916) — итальянский одноногий инвалид, совершивший несколько экстремальных путешествий на велосипеде по Европе и Африке, национальный герой Италии, посмертно награждён высшей итальянской боевой наградой Золотая медаль «За воинскую доблесть». Считается единственным в истории гражданским, удостоенным этой медали.

## Биография
Энрико Тоти родился в Риме в 1882 году.
В 14 лет он пошел во флот и служил до 1905 года.
С 1905 году устроился на государственные железные дороги кочегаром.
2 марта 1908 года в Коллеферро по вине коллеги попал под локомотив, его левая нога оказалась раздавлена и была ампутирована до таза.
Некоторое время он работал в Музее берсальеров, открытом 18 июня 1904 года в здании рядом с Воротами Пия.
Однако его не устраивала спокойная жизнь увечного, и он принял решение стать первым в мире одноногим профессиональным велосипедистом.
Для этого он переделал свой велосипед так, чтобы ездить с единственной правой ногой, и в 1910 году участвовал в гонках Рим-Браччано-Рим наравне со здоровыми велосипедистами
Кроме того, он возобновил своё участие в любительских соревнованиях по плаванию, игнорируя насмешки людей, видящих его в купальном костюме.

### Велопробеги
Так как соревноваться на равных со звёздами велосипедного спорта на официальных гонках он всё-таки не мог, то стал совершать длинные одиночные велопробеги. В 1911 он доехал от Рима до Парижа, затем пересёк Бельгию, Нидерланды, Данию, Финляндию. Через Петербург доехал до Польши и вернулся в Италию в июне 1912.
Следующий велопробег он начал в январе 1913 года в египетском городе Александрия, намереваясь пересечь Египет и через Судан достичь итальянских владений в Ливии. Однако на границе Египта и британского Судана, Тоти был остановлен британскими властями. Ему прямо сказали, что не гарантируют безопасность путешественника. В это время здесь со времен сражения при Омдурмане ещё бродили банды диких племен беджа и уцелевших махдистов.
Тоти заявил, что на этот случай у него есть револьвер и, раз такое дело, он купит и винтовку. Однако его силой развернули обратно. В результате Тоти доехал до Каира и оттуда вернулся в Италию.

### Участие в войне
Со вступлением Италии в Первую мировую войну 24 мая 1915 Тоти практически немедленно отправился записываться добровольцем, но ему отказали. В конце концов Энрико на велосипеде, своим ходом добрался до фронта у реки Изонцо, стремясь присоединиться к армии, хотя бы в качестве гражданского волонтера. Его выдворили из зоны боевых действий под конвоем карабинеров.
На третьей попытке командующий Третьей Итальянской армией Эммануил Филиберт Савойский, герцог Аостский под свою личную ответственность приказал зачислить Тоти в 3-й полк берсальеров в самокатный батальон. Главное медицинское управление и генерал-инспектор пехоты категорически отказали герцогу в праве зачисления одноногого берсальера на действительную службу, в результате он был зачислен как «гражданский доброволец» со всеми привилегиями солдата.

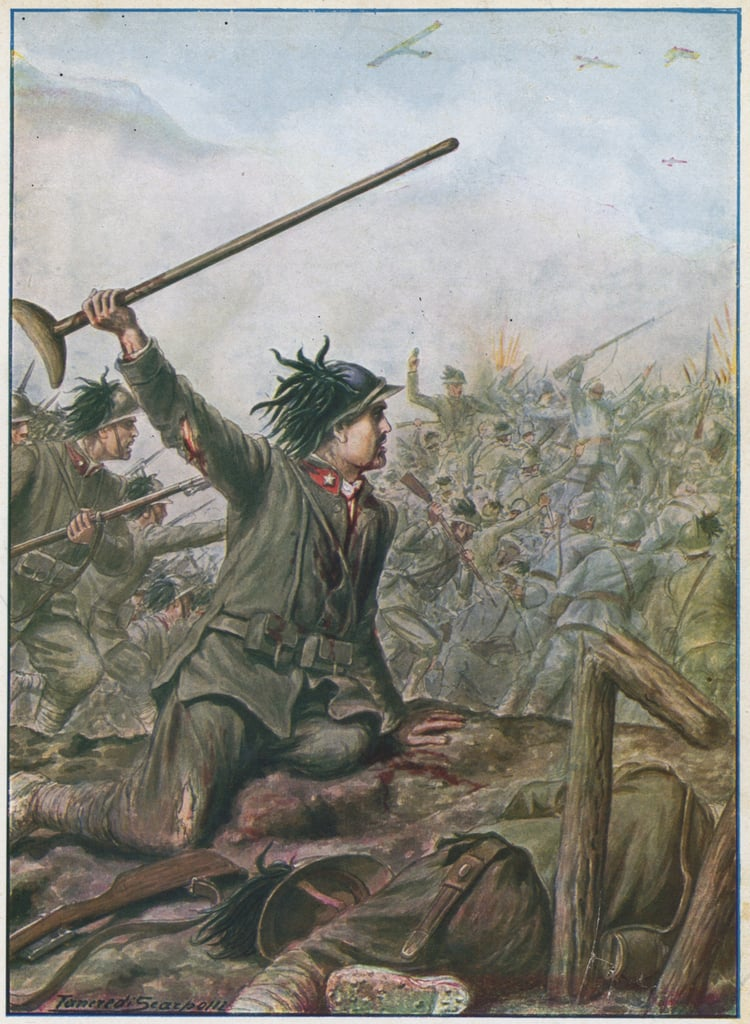
Гибель Энрико Тоти

6 августа 1916 во время во время очередной атаки 3-го полка берсальеров на австрийские позиции на третий день шестой битвы при Инзонцо, Тоти был убит. Согласно легенде, перед смертью он успел швырнуть свой костыль в австрийцев.

## Награды
- Указом Короля Италии Виктора Эммануила III награждён посмертно золотой медалью «За воинскую доблесть».

## Память
Энрико Тоти — национальный герой Италии. Его именем названо большое количество географических объектов, школ, железнодорожный легион в годы фашистского правления, тип подводных лодок, созданный в Италии после окончания Второй мировой войны.
В Риме, его родном городе, стоят два памятника ему: в парке Вилла Боргезе, и в Воротах Пия, где он захоронен.